# Куп Мађарске у фудбалу 1925/26.
Куп Мађарске у фудбалу 1925/26. (мађ. 1925–1926-es magyar labdarúgókupa) је било 9. издање серије, на којој је екипа МТК-а тријумфовала по 5. пут. 

## Четвртфинале
| 1, екипа           | Резултат | 2. екипа      |
| ------------------ | -------- | ------------- |
| БЕАК               | 3 : 1    | ФК МТК        |
| ФК Вашаш           | 4 : 2    | ФК Сегедин АК |
| Кишпешт            | 4 : 2    | ФТК           |
| ФК Трећи округ ТВЕ | 2 : 1    | ФК 33         |

## Полуфинале
| 1, екипа                        | Резултат | 2. екипа               |
| ------------------------------- | -------- | ---------------------- |
| Кишпешт · Боршош · Атила Матефи | 4 : 2    | ФК Трећи округ ТВЕ · ? |
| БЕАК                            | 3 : 2    | ФК Вашаш               |

## Утакмица за треће место
| 1, екипа | Резултат | 2. екипа           |
| -------- | -------- | ------------------ |
| ФК Вашаш | 4 : 2    | ФК Трећи округ ТВЕ |

## Финале
| 1. екипа   | Резултат | 2. екипа          |
| ---------- | -------- | ----------------- |
| АК Кишпешт | 4 : 3    | ФК Будимпешта ЕАЦ |

| АК Кишпешт | 1 : 1 (п. с. н.) | ФК Будимпешта ЕАЦ |
| ---------- | ---------------- | ----------------- |
| Јурачка    | Извештај         | Поц               |

### Разигравање
| АК Кишпешт                                           | 3 : 2 (п. с. н.) | ФК Будимпешта ЕАЦ                       |
| ---------------------------------------------------- | ---------------- | --------------------------------------- |
| Ерне Јухас 5’ · Атила Матефи 100’ · Ђезе Грегор 157’ | Извештај         | Гролмус 12’ (а.г.) · Иштван Кертес 113’ |